# Občina Šmartno ob Paki
Občina Šmartno ob Paki je ena od občin v Republiki Sloveniji z okoli 3.300 prebivalci in s središčem v Šmartnem ob Paki.
Osrednji del občine leži v dolini spodnje Pake, ki se ob izhodu iz soteske Penk pri naselju Gorenje odpre v spodnjo Paško dolino. Dolina spodnje Pake je dolga 6 km, širina pa le na skrajnem južnem delu, pred sotočjem Pake in Savinje preseže 1 km. Dolina spodnje Pake je ozek ravninski pas, skrajni severozahodni del Celjske kotline, ki se širi od severozahoda proti jugovzhodu. Zahodni del kotline omejuje planotni svet Skorno, višine 400-500m. Na južni strani je nizko razvodno sleme med Savinjo in Pako Slatina, na jugovzhodu pa je kotlina odprta proti Celjski kotlini.
Vzhodno in severovzhodno od doline se s Paškimi vrhovi (Mali vrh in Veliki vrh) in Goro Oljko (734 m) prične Ložniško gričevje. Pred iztekom Pake v njeno spodnjo dolino se v njo izlije Lokovški potok, ki je poleg Hudega potoka tudi njen največji levi pritok. V vasi Gorenje priteče Paka po lastnem vršaju v Spodnjo Savinjsko dolino in se pred Letušem izlije v Savinjo.
Ima osnovno šolo z več kot 300 otroki. Šolska stavba je stara 60 let, šola kot ustanova pa več kot 180. Šola je oranžne barve z velikim rumenim soncem na steni, ki gleda proti cesti. Ima tudi igrišče in mercator v bližini.

## Naselja v občini
Gavce, Gorenje, Mali Vrh
,Paška vas, Podgora, Rečica ob Paki, Skorno, Slatina, Šmartno ob Paki, Veliki Vrh